# 10768 Sarutahiko
10768 Sarutahiko (1990 UZ1) là một tiểu hành tinh vành đai chính được phát hiện ngày 21 tháng 10 năm 1990 bởi T. Urata ở Đài thiên văn Nihondaira. The asteroid's name refers to Sarutahiko, a Shinto god.